# Немцев, Виталий Игоревич
Виталий Игоревич Немцев (родился 6 марта 1997 года в Красноярске, Красноярский край) — российский регбист, фланкер команды «Енисей-СТМ».

## Биография
Первоначально занимался русскими народными танцами, но в 9 классе друг предложил попробовать себя в регби, и проба оказалась успешной. С 14 лет начал тренироваться у тренера Евгения Мочнева, а в 18 лет был заявлен за профессиональную команду «Енисей-СТМ». В чемпионате России 2015 года дебютировал в матче с пензенской «Империей», а в игре с «РК Зеленоград» вышел в стартовом составе. В сезоне 2016 года провел три матча, в основном являясь игроком резерва, тем не менее игрок стал чемпионом России. В сезоне 2017 года играл в аренде за «Металлург». Сезоны 2018 и 2019 проводит за «Енисей-СТМ».
В бытность тренером сборной Александром Первухиным вызывался на учебно-тренировочные сборы, что вызывало определённую критику. Также игрок был постоянным участником различных молодёжных и юниорских сборных.

## Достижения
- Чемпион России: 2016, 2019
- Обладатель Кубка России: 2016, 2020